# Pohlia wahlenbergii
Pohlia wahlenbergii (deutsch Weißliches Pohlmoos oder Wahlenbergs Pohlmoos) ist eine Laubmoos-Art aus der Familie Mniaceae.

## Merkmale
Pohlia wahlenbergii bildet lockere bis mäßig dichte, 1 bis 3 Zentimeter hohe, selten höhere, trocken etwas metallisch glänzende, jung weißliche bis bläulichgrüne, älter rötliche bis bräunliche Rasen. Die Stämmchen sind grün bis rötlich, locker beblättert und oft kräftig rhizoidfilzig. Beim Befeuchten sind die Pflanzen oft schwer benetzbar. Die aufrecht abstehenden bis abstehenden, am Stämmchen herablaufenden Blätter sind eiförmig bis eilanzettlich, an der Stämmchenspitze etwas größer, länger und schmäler. Die flachen Blattränder sind unten ganzrandig und an der Spitze entfernt gesägt. Die Laminazellen sind verlängert sechseckig bis rhombisch und in der Blattmitte 12 bis 30 Mikrometer breit, am Rand schmäler.
Die Art ist diözisch. Die bis 4 Zentimeter lange gelbrote Seta ist oben gebogen und verdickt. Die auf kurzem Hals ovale Sporenkapsel ist geneigt bis hängend, der Kapseldeckel ist hochgewölbt und mit einer Warze versehen. Das äußere Peristom ist gelblichbraun und papillös, das innere gelblich. Sporen sind 14 bis 20 Mikrometer groß und fein gekörnelt. Bulbillen (Brutkörper) werden nicht gebildet.

## Standortansprüche und Verbreitung
Das Moos wächst auf basenreichem bis mäßig kalkreichem, teilweise auch schwach saurem, feuchtem bis nassem, feinschottrigem bis lehmig-tonigem, mäßig humosem Grund an lichten bis halbschattigen Standorten, besonders an offenerdigen Hängen und Böschungen an Bächen und in Wäldern, auf und an Wegen, in Gräben, oft auch an feuchten bis nassen, überrieselten Felsen. Es kommt häufig bis zerstreut von der Ebene bis in die alpine Höhenstufe vor.
Weltweit gibt es Vorkommen in Europa, Asien, Nordafrika, Amerika, Australien, in Neuseeland und der Antarktis.